# Piatra (okręg Tulcza)
Piatra – wieś w Rumunii, w okręgu Tulcza, w gminie Ostrov. W 2011 roku liczyła 4 mieszkańców.